# Diekirch
Diekirch (tiếng Luxembourg: Dikrech; từ Diet-Kirch, tức là "nhà thờ của nhân dân") là một thành phố ở đông bắc Luxembourg, thủ phủ của bang Diekirch của quận Diekirch. Thành phố nằm trên bờ sông Sauer.
Dân số năm 2009 là 6318 người.
Diekirch là thành phố đầu tiên tại Luxembourg để có một khu cho người đi bộ, vào năm 1977.
Thành phố có một nhà máy bia có cùng tên. Có 2 trường trung học tại Diekirch: classique Lycée de Diekirch và trường kỹ thuật quản lý khách sạn Lycée Alexis Heck.
Thành phố này có Bảo tàng Quốc gia Lịch sử quân sự, phản ánh vai trò nòng cốt của Diekirch trong trận của Ardennes, một trận đánh lớn của Chiến tranh Thế giới II. 
Thành phố hàng năm có cuộc thị chạy xuyên quốc gia Eurocross.

## Kết nghĩa
- Bitburg, Đức
- Arlon, Bỉ
- Hayange, Pháp
- Liberty, Ohio, Hoa Kỳ
- Monthey, Thụy Sĩ